# Sonic the Hedgehog (videogioco 1991 16-bit)
Sonic the Hedgehog (ソニック・ザ・ヘッジホッグ?, Sonikku za Hejjihoggu) è un videogioco a piattaforme sviluppato da Sonic Team e pubblicato da Sega per il Sega Mega Drive nel 23 giugno 1991 in Nord America e nelle regioni PAL e nel mese seguente in Giappone. Il protagonista del gioco è un riccio antropomorfo di nome Sonic la cui missione è quella di sconfiggere il Dottor Robotnik, uno scienziato pazzo che ha imprigionato gli animali all'interno di robot e ha rubato i magici Smeraldi del Caos. Lo stile di gioco richiede il raccoglimento dei ring (anelli) che fungono da punti vita e un sistema di controllo semplice, in cui bisogna saltare e attaccare premendo il medesimo tasto.
Lo sviluppo ebbe inizio nel 1990 quando Sega ordinò al suo team di sviluppo di creare una mascotte che rappresentasse l'azienda. Dopo aver considerato numerosi suggerimenti, gli sviluppatori optarono per un riccio blu con gli aculei sulla testa e decisero di chiamarsi "Sonic Team" per abbinarsi meglio al personaggio. Sonic the Hedgehog fu progettato per un gameplay veloce, che fu influenzato a sua volta dal creatore della serie di Super Mario, Shigeru Miyamoto. Sonic the Hedgehog utilizzava una nuova tecnica che permetteva allo sprite di Sonic di rotolare attraverso lo scenario, idea che ebbe origine in una demo ad opera del capo programmatore, Yūji Naka.
Sonic the Hedgehog fu ben accolto dalla critica, e successivamente venne considerato come uno dei migliori videogiochi di tutti i tempi, con degli apprezzamenti per la qualità delle immagini, della colonna sonora e dello stile di gioco. Il gioco si rivelò un successo commerciale con 15 milioni di copie vendute e stabilì la nascita dell'omonimo franchise, rendendo così il Sega Mega Drive protagonista dell'era a 16 bit, permettendogli inoltre di poter rivaleggiare con Nintendo e la sua console Super Nintendo Entertainment System. Il titolo fu successivamente convertito per numerosi dispositivi, ha ispirato numerosi cloni e vari adattamenti in svariati media. Il primo sequel, Sonic the Hedgehog 2, uscì l'anno successivo.

## Trama
In modo da riuscire a rubare i sei Smeraldi del Caos (chiamati nell'edizione italiana Smeraldi Caotici) e sfruttare il loro potere, l'antagonista Dottor Ivo Robotnik (Dottor Eggman nella versione originale giapponese) ha intrappolato gli animali che abitano a South Island all'interno di robot aggressivi chiamati Badnik e in capsule metalliche. Il giocatore controlla Sonic, che mira a fermare i piani del malvagio scienziato liberando i suoi amici animali e raccogliendo gli smeraldi da solo. Se vengono raccolti tutti gli Smeraldi del Caos e viene completato il gioco, comparirà la sequenza finale che mostrerà l'epilogo, mentre se le gemme non verranno ottenute tutte quante, Robotnik rimprovererà il giocatore mentre tiene in mano uno dei qualsiasi smeraldi non raccolti mostrando la scritta "Try Again" (lett. "Prova ancora"); in caso contrario, apparirà Robotnik arrabbiato che saltella sopra la scritta "End" (lett. "Fine").

## Modalità di gioco
Sonic the Hedgehog è un videogioco a piattaforme a scorrimento laterale in 2D. La modalità di gioco si concentra sull'abilità di Sonic di correre ad alta velocità attraverso i livelli che presentano molle, pendenze, burroni senza fondo e volte verticali. I livelli sono popolati da robot nemici chiamati Badnik in cui il Dr. Robotnik ha imprigionato al loro interno degli animali innocenti. Distruggendone uno, verrà liberata la creatura in esso contenuta, ma questo obiettivo non è necessario per il completamento del gioco. Il giocatore deve evitare di toccare gli aculei metallici, cadere nei burroni ed essere ferito spostando pareti o piattaforme, così come dovrà fare attenzione a non annegare, cercando di raggiungere le eventuali bolle d'aria che fuoriusciranno da alcuni fori sul fonde dei livelli acquatici. L'attacco principale di Sonic è lo "Spin Attack", che gli permette di accovacciarsi e roteare come una palla, danneggiando così i nemici e alcuni ostacoli in caso di collisione, che può essere eseguito saltando o rotolando per terra.

Alcuni anelli rotanti, simili ai ring che compaiono nel gioco

All'inizio del gioco, il giocatore dispone di tre vite, ognuna delle quali potrà essere persa nel caso in cui Sonic verrà toccato dai nemici o impatterà degli oggetti pericolosi senza ring, cadendo nella parte inferiore dello schermo del livello oppure superando il tempo limite di dieci minuti in un atto. Alcuni cartelli nel mondo di gioco fungono da checkpoint e permettono a Sonic di ripartire da quello attivato più recentemente nel caso abbia perso una vita. Se Sonic perde una vita a causa dello scadere del tempo ma ne ha almeno un'altra, il minutaggio verrà resettato quando farà ritorno al checkpoint. Se vengono perse tutte le vite, apparirà la schermata del game over, dove il giocatore farà ritorno all'inizio dell'atto con tre vite nel caso disponga di almeno un continua.
In ogni livello sono sparsi dei ring d'oro, raccogliendone cento si otterrà una vita extra. I ring fungono da strato di protezione contro i pericoli: se Sonic ne tiene almeno uno con sé quando urterà contro un nemico o un ostacolo, sopravviverà. Tuttavia, tutti i ring in suo possesso verranno sparsi per la mappa, lampeggiando e scomparendo poco dopo se non vengono raccolti subito. Se viene colpito senza ring, perderà una vita. Gli scudi forniscono invece un'invincibilità temporanea e possono essere raccolti per fornire un'ulteriore protezione, ma contro certi rischi quali l'annegamento, venire schiacciati, cadere in un burrone o lo scadere del tempo, non salveranno il personaggio dal perdere una vita.
Il gioco è diviso in sei zone principali, seguite da una più breve denominata "Final Zone". Ogni zona ha uno stile visivo differente dall'altra e presenta nemici e ostacoli esclusivi per ogni area. Ognuna di queste è suddivisa in tre atti, che devono essere completati tutti quanti in successione dal giocatore. Alla fine del terzo, bisognerà confrontarsi con il Dr. Robotnik in una battaglia boss, dove lo scienziato farà uso in ogni occasione di un veicolo dotato di armi sempre differenti. Dopo aver completato la sesta zona, il giocatore deve continuare la partita affrontando un ultimo singolo livello chiamato "Final Zone", per l'appunto dove avviene l'incontro definitivo contro Robotnik, il quale attenderà il riccio all'interno di un grande macchinario. Distrutto quest'ultimo, il gioco termina mostrando una breve animazione di Sonic che fa ritorno nella prima zona, con tutti gli animali liberati. Se il giocatore ottiene il bad ending, Sonic torna comunque a casa ma rimprovera il giocatore.

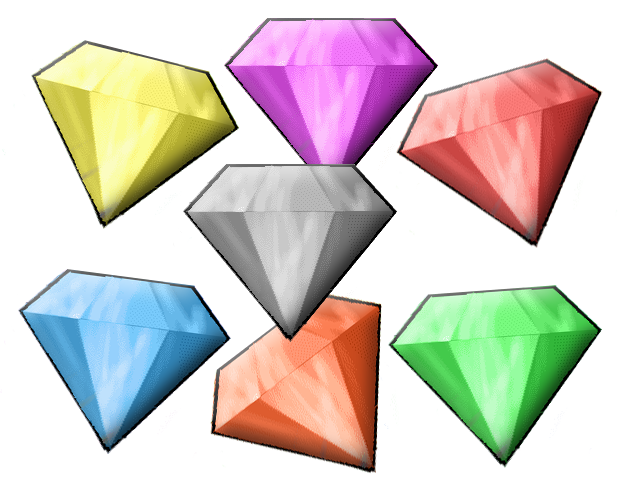
I sette Smeraldi del Caos, in questo gioco ne compaiono in realtà sei, quello di color arancione è stato introdotto nei giochi successivi

Quando Sonic raggiunge la fine del primo o del secondo atto di una zona con almeno 50 ring, ne apparirà uno molto più grande nel quale dovrà saltare per accedere ad un livello speciale chiamato per l'appunto "Special Stage". In quest'ultimi, il riccio sarà continuamente rannicchiato effettuando uno Spin Attack, e rimbalzerà sui vari paraurti e le pareti di un labirinto roteante. In questi livelli, il giocatore può ottenere un continua raccogliendo 50 ring ma l'obiettivo principale è quello di ottenere lo Smeraldo del Caos nascosto nel luogo. Scontrandosi contro i blocchi contrassegnati dalla scritta "GOAL" si terminerà istantaneamente il livello.

### Zone
Il gioco si divide in sei zone principali a cui si aggiunge una settima finale più breve.
- Green Hill Zone (Zona della montagna verde nell'edizione italiana): è la prima ad apparire nel gioco nonché la più famosa fra quelle presenti in questo titolo.[32] La zona consiste in un variopinto paradiso terrestre caratterizzato da palme lussureggianti, colorati fiori esotici, cascate e laghi blu e un particolare suolo a quadri marroni.[33][34]
- Marble Zone (Zona di marmo nell'edizione italiana): è la seconda zona ed è divisa in due ambienti tra superficie e sottosuolo.[34] Il primo presenta rovine di edifici e colonnati marmorei mentre il secondo delle piattaforme mobili, degli spuntoni retrattili e presse che possono schiacciare Sonic.[34] Un elemento costante è la lava il cui contatto può risultare fatale.[33][34]
- Spring Yard Zone (Zona di sbalzi nell'edizione italiana): è la terza zona ed è un livello urbano con molte molle, paraurti e superfici rimbalzanti (da qui il nome dell'area), al punto da ricordare un flipper.[34][35]
- Labyrinth Zone (Zona di labirinto nell'edizione italiana): è la quarta zona e presenta uno stile simile a quello dei rompicapo che vede delle antiche rovine, buona parte di queste situate sott'acqua, che si rivela essere anche il maggiore ostacolo per il protagonista, il quale essendo un pessimo nuotatore non dovrà rimanere immerso in quest'ultima troppo a lungo altrimenti perderà una vita ma per porvi rimedio e aumentare il suo tempo di permanenza potrà raccogliere le bolle d'aria poste in alcuni punti il che permetterà l'azzeramento del conto alla rovescia.[34][35]
- Star Light Zone (Zona galattica nell'edizione italiana): è la quinta zona e presenta un'ambientazione urbana notturna con molti circuiti.[34] A differenza delle altre zone i nemici non sono numerosi ma in compenso i pochi presenti sono particolarmente pericolosi come alcune bombe intelligenti in grado di camminare che esploderanno al passaggio di Sonic[34]. Altre difficoltà che caratterizzano il livello sono dei giganteschi precipizi che possono far facilmente perdere una vita e svariate strade in discesa e altalene che si librano in aria.[34][35]
- Scrap Brain Zone (Zona pericolosa nell'edizione italiana): è la sesta zona ed è collocata in un'area industriale con molte trappole e macchinari pericolosi tra cui seghe di grandi dimensioni, lingue di fuoco e piattaforme rotanti.[34][35] È l'unica area a non presentare un boss.[36]
- Final Zone: è l'ultima zona del gioco ed è posta subito dopo Scrap Brain Zone, qui ha sede il laboratorio privato dello scienziato malvagio Robotnik che attenderà il giovane eroe per la battaglia finale.[34][37] In quest'area sono completamente assenti i ring.[34]

### Power-up

Il power-up Shield

Attraverso i vari livelli il giocatore potrà trovare lungo il tragitto dei monitor, i quali una volta distrutti da Sonic dopo un salto o durante una capriola potranno dargli un power-up differente a seconda dell'immagine raffigurata su di essi.
- Super Ring (Super-Anello nell'edizione italiana): Permette di guadagnare dieci ring.[38]
- Shield (Scudo nell'edizione italiana): Consente di proteggersi dai colpi dei nemici evitando così la perdita dei ring in possesso, funziona anche in assenza di anelli, tuttavia non può salvare il personaggio dal perdere una vita quando cadrà in un burrone senza fondo, annega, viene schiacciato o finisce il tempo a propria disposizione.[39]
- Power Sneakers (Scarpe potenti nell'edizione italiana): Permettono di correre più velocemente per un breve lasso di tempo.[39]
- One-Up: Aggiunge un continua tra quelli già disponibili.[39]
- Invincible (Invincibile nell'edizione italiana): Farà guadagnare a Sonic una temporanea invulnerabilità dai nemici ma non lo salverà dagli ostacoli di grande entità ovvero i burroni, l'annegamento, lo schiacciamento o la scadere del tempo.[39]

### Blue Sphere

Il diagramma mostra come far apparire gli anelli procedendo lungo il perimetro di un gruppo di sfere blu in Blue Sphere

La cartuccia di Sonic & Knuckles (1994), pubblicato tre anni dopo Sonic the Hedgehog, presenta la tecnologia lock-on grazie alla quale il giocatore può collegare i due giochi combinando le due cartucce, lo stesso è possibile con altri titoli per Mega Drive che non siano Sonic the Hedgehog 2 o Sonic the Hedgehog 3 dato che con quest'ultimi si otterranno delle varianti denominate rispettivamente Knuckles the Echidna in Sonic the Hedgehog 2 per il primo e Sonic the Hedgehog 3 & Knuckles per il secondo. Il risultato ottenuto unendo la cartuccia di Sonic the Hedgehog, Sonic Compilation o di qualsiasi altro gioco per Mega Drive farà apparire una schermata nera che mostra Sonic, Tails, Knuckles e Robotnik con la scritta "No Way!" (lett. "Non c'è modo!") sullo schermo, se il giocatore premerà una sequenza di tasti potrà giocare ad un minigioco basato sulle fasi speciali di Sonic 3 e Sonic & Knuckles per ottenere uno Smeraldo del Caos controllando Sonic oppure Knuckles. Inoltre è possibile accedere a numerose variazioni di quest'ultime inserendo la password corrispondente.
Il nome Blue Sphere (ブルースフィア?, Burū Sufia) è apparso per la prima volta nella raccolta Sonic Mega Collection e per questo motivo l'assenza di una denominazione ufficiale fino al 2002 ha portato numerosi appassionati a chiamarlo No Way! o Get Blue Spheres! che erano anche i messaggi che apparivano sullo schermo. In Sonic & Knuckles Collection (1997) venne chiamato Special Stage Mode nel menù opzioni mentre in Sonic Jam dello stesso anno il nome fu completamente omesso.
A differenza di quanto successo con i due sequel per la medesima console non è possibile giocare nei panni di Knuckles nei livelli di questo titolo, tuttavia Simon "Stealth" Thomley, il quale contribuì alla versione per dispositivi mobili di questo gioco, pubblicò nel dicembre 2005 una ROM hack intitolata Knuckles the Echidna in Sonic the Hedgehog che permette appunto di avere l'echidna come protagonista.

## Sviluppo

### Pre-produzione e character design

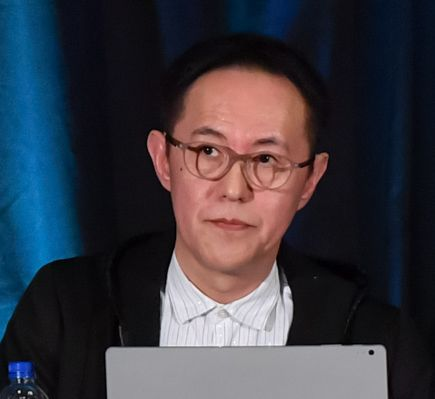
Naoto Ōshima propose l'idea del riccio per il personaggio di Sonic, qui alla Game Developers Conference nel 2018

Nel 1990, Sega ordinò al suo team di sviluppo di creare un gioco che avrebbe presentato una mascotte per l'azienda. Tale posizione al tempo era occupata già dal personaggio di Alex Kidd, ma fu considerato troppo simile a Mario che rappresentava Nintendo e fu ritenuto insoddisfacente; il presidente di Sega, Hayao Nakayama, voleva un'icona simile a Topolino. Sega era in competizione con Nintendo, che all'epoca dominava il mercato (in particolar modo dopo la pubblicazione del titolo di grande successo Super Mario Bros. 3) e la prima azienda voleva ritagliarsi un punto d'appoggio nel settore. Anche se aveva ottenuto un discreto successo con le conversioni dei loro videogiochi arcade su Mega Drive, sapeva che non sarebbe stato sufficiente per contrastare la concorrenza.

Quando Sonic salta assume la forma di una palla, il che gli permette anche di rotolare

Il team sviluppò idee per i personaggi, un motore grafico e le meccaniche di gioco. Lo sviluppo vedeva concentrarsi sulla velocità, perciò Sega eliminò tutti i character design slegati da animali veloci, come canguri o scoiattoli. Un'idea fu quella di un coniglio in grado di raccogliere gli oggetti tramite l'utilizzo delle proprie orecchie, e sembrò funzionare, ma si rivelò troppo complessa da sviluppare per l'hardware della console. Così la squadra restrinse le proprie ricerche in una creatura capace di rotolare, che sarebbe stata la sua mossa d'attacco. I designer perciò si concentrarono su due animali muniti di spine: l'armadillo e il riccio. Alla fine prevalse l'idea del riccio, proposta per prima da Naoto Ōshima, mentre il primo sarebbe stato ripescato successivamente per diventare Mighty the Armadillo, apparso in seguito in SegaSonic the Hedgehog nel 1993. Ōshima ammise che per creare il design di Sonic combinò la testa di Felix the Cat con il corpo di Topolino e spiegò che la sua ispirazione nacque dal fatto che Sega voleva contemporaneamente un gioco di successo negli Stati Uniti d'America e una mascotte. Lavorò con Naka al prototipo del gioco e pensò a varie idee legate ai giocattoli e al reparto cancelleria. Prima che Sonic fosse scelto, furono proposti altri personaggi, quali un coniglio,, un bulldog, un lupo e un uomo barbuto che sarebbe divenuto il Dr. Robotnik. Un'estate, Ōshima andò in vacanza a New York, portando con sé gli sketch e si recò a Central Park chiedendo alle persone le opinioni sui personaggi e Sonic si rivelò il favorito; l'autore confermò che voleva un appoggio per le sue idee.
Sonic era originariamente verde acqua, fu poi reso con una leggera tonalità blu, cambiata in seguito in una più scura per evitare che il personaggio si confondesse con certi sfondi e per farlo combaciare con il logo Sega. Le sue scarpe hanno delle fibbie ispirate a quelli degli stivali di Michael Jackson presenti sulla copertina dell'album Bad mentre i colori rosso e bianco furono presi da Babbo Natale, che Ōshima vedeva come "il personaggio più famoso del mondo". Gli aculei di Sonic furono enfatizzati per farlo sembrare più lucido e gli fu data la possibilità di roteare durante un salto (in modo tale da utilizzare un solo tasto sia per attaccare che saltare). Il nuovo personaggio doveva chiamarsi originariamente "Mr. Needlemouse" (ミスターハリネズミ?, Misuta Harinezumi, lett. "Signor Riccio"), diventò successivamente "Supersonic" ma il gruppo formato da otto membri lo semplificò in "Sonic" in quanto rappresentava la velocità e per evitare legami con il nome di Super Nintendo o dei suoi giochi e nacque così il nome del team, ovvero Sonic Team. Le idee proposte per arricchire il personaggio vedevano quest'ultimo membro di un gruppo musicale rock, avere i canini da vampiro e una fidanzata dalle sembianze umane di nome Madonna ispirata all'omonima cantante, ma Sega of America le scartò per mantenere la sua identità più semplice. La stessa Sega of America si preoccupò del fatto che non tutti gli statunitensi sapevano cosa fosse un riccio e inizialmente propose una ricreazione completa del personaggio, tuttavia venne trovato un compromesso e furono applicate solamente delle modifiche al suo design. L'antagonista finì per chiamarsi "Dr. Eggman" in Giappone e "Dr. Robotnik" nelle altre regioni per via di alcune dispute avute tra le sedi statunitensi e giapponesi di Sega, anche se Naka spiegò in seguito che il vero nome era "Robotnik" mentre "Eggman" era il soprannome datogli per via della forma del suo corpo; a partire da Sonic Adventure fu impiegato sempre di più "Eggman" rendendo molto più desueto il secondo.
Prima del suo debutto ufficiale come protagonista di questo gioco, Sonic fece un cameo sotto forma di deodorante per ambienti in una delle auto presenti in Rad Mobile pubblicato nel gennaio 1991 per arcade.

### Nasce il progettoDefeat Mario

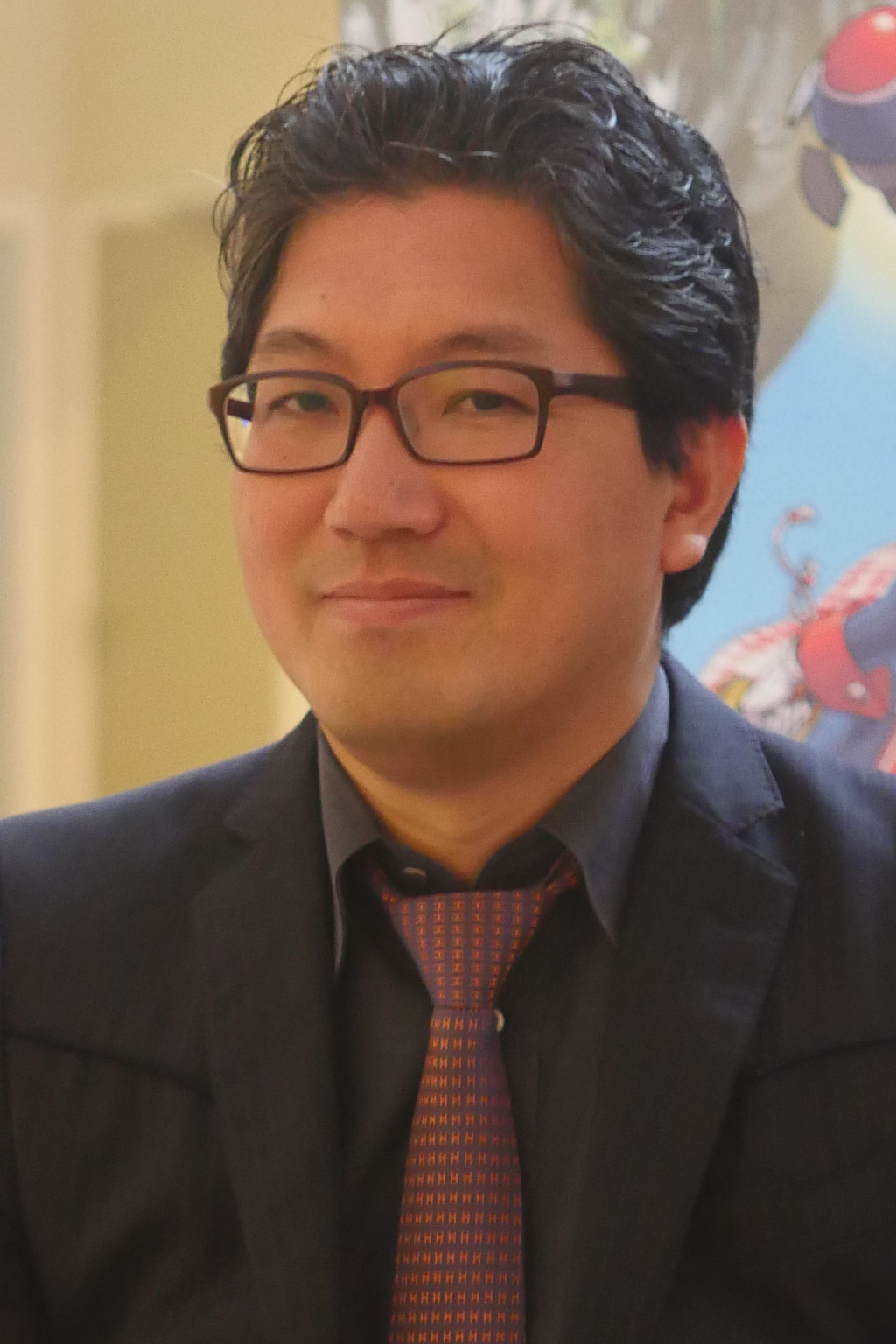
Yūji Naka, programmatore del gioco, qui nel 2015

Dopo il completamento di un protagonista soddisfacente, Sega si rivolse allo stimato programmatore Yūji Naka, che li aveva impressionati con i suoi lavori in Phantasy Star e la conversione per Mega Drive di Ghouls 'n Ghosts. Naka era un fan di Super Mario Bros. ma desiderava qualcosa di più veloce, così il gioco venne creato per essere giocato velocemente, caratteristica su cui ha concentrato maggiormente i suoi sforzi. Naka spiegò che la ragione per cui voleva un titolo celere era perché aveva convertito Ghouls 'n Ghosts e desiderava lavorare sul suo sistema scorrimento che però trovò lento.
Sonic the Hedgehog fu sviluppato da un team di sette persone: due programmatori, due tecnici del suono e tre designer, anche se il tutto ebbe inizio con solo Naka e Ōshima. Gli altri membri sono sopraggiunti quando è aumentato il bisogno di ulteriori contenuti. Dopo aver assegnato al progetto il nome in codice di "Defeat Mario" (lett. "Sconfiggere Mario"), Naka e Ōshima si misero all'opera ma incapparono in alcuni problemi: il coniglio di Ōshima era difficile da programmare. Prendere oggetti e lanciarli avrebbe causato la rottura del ritmo dell'azione. Naka trovò che il coniglio non era adatto al motore grafico e voleva che il titolo fosse giocabile tramite l'utilizzo di un solo tasto. Hirokazu Yasuhara si aggiunse al team per supervisionare il lavoro svolto da Naka e Ōshima e sviluppò i livelli. Diventò il lead designer per via della sua grande esperienza e trovò il modo di rendere il tutto giocabile con la pressione di un solo tasto permettendo così a Sonic di danneggiare i suoi nemici saltando. Il trio ebbe l'idea di farlo rotolare come una palla. Dopo la scelta del riccio come protagonista, vari altri personaggi furono ridisegnati e il team concordò sulla complessità visiva degli ambienti, a cui diedero una particolare attenzione ai colori. In seguito a ciò, si unirono alla squadra altre quattro persone che velocizzarono lo sviluppo.

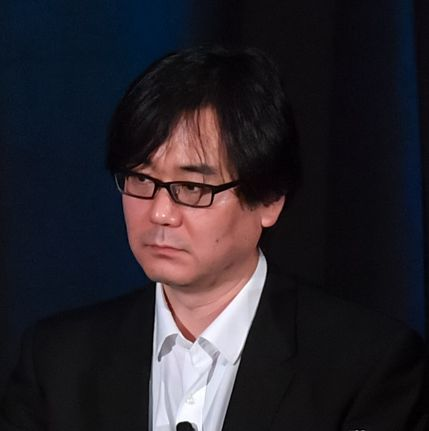
Hirokazu Yasuhara sviluppò i livelli, qui alla Game Developers Conference nel 2018

Data la popolarità di Mario, Naka voleva che Sonic prendesse il controllo del mercato statunitense. La velocità base di Sonic fu resa identica a quella di Mario mentre correva. Iniziarono in seguito i primi test tramite il software development kit per Mega Drive ma si presentarono diverse problematiche legate al tremolio, il frame rate lento e l'animazione traballante che si rivelarono presto evidenti. L'aumento della rapidità di Sonic comportava a degli errori nelle animazioni ma Naka risolse la cosa sviluppando un algoritmo che permetteva di mantenere la fluidità. Sonic era ora in grado di attraversare i livelli velocemente senza rallentamenti, e tutto ciò che rimase da fare fu l'ottimizzazione della dinamicità per adempiere alle aspettative dello staff. Il team notò che durante le prove alcune persone ebbero delle percezioni differenti nei confronti della velocità del gioco e alcuni di questi la trovarono troppo veloce, così per risolvere i disaccordi fu rallentata.
Il gameplay è nato da una demo creata da Naka, che aveva sviluppato un algoritmo che consentiva a uno sprite di muoversi agevolmente su una curva determinandone la posizione con un dot matrix. Il prototipo di Naka era un gioco a piattaforme con un personaggio che si muoveva velocemente rotolando come una palla attraverso un lungo tubo sinuoso e questo concetto fu poi arricchito e ampliato dai character design di Ōshima e i livelli di Yasuhara. Quest'ultimo voleva originariamente lavorare al titolo per tre mesi occupando così il tempo del ritardo del trasferimento negli Stati Uniti a causa dei disordini della guerra del Golfo, ma rimase coinvolto nel progetto per quasi un anno. I suoi design per i livelli vennero pensati per attrarre sia i giocatori esperti che quelli occasionali integrando delle parti più impegnative per rendere il tutto più apprezzabile. Lo schema cromatico del gioco fu influenzato dal lavoro dell'artista pop Eizin Suzuki mentre l'ambientazione della Green Hill Zone si ispirò molto alla geografia della California.
Nel creare le meccaniche di gioco, Naka si ispirò al creatore di Mario, Shigeru Miyamoto, a cui si era divertito a giocare anni prima. Ammirando la semplicità dello stile di Miyamoto in ambienti complessi, Naka decise che Sonic sarebbe stato controllato con un solo movimento direzionale del gamepad e un solo tasto per saltare. Volle anche che la sua creazione fosse più orientata verso l'azione di quanto fosse la serie di Mario; quando giocò a Super Mario Bros. si chiese il motivo per cui i livelli non potessero essere completati più rapidamente.
Naka, Ōshima e Yasuhara lavorarono diciannove ore al giorno sul progetto per diversi mesi. Per via del fatto che il titolo avrebbe dovuto mostrare le potenzialità tecnologiche del Mega Drive, il gioco fu sottoposto a numerosi test e diverse riprogrammazioni, processo che in tutto richiese oltre sei mesi. Gli sforzi degli sviluppatori furono premiati; e secondo Naka, il gioco presentava il personaggio più veloce possibile in un videogioco e l'effetto della rotazione nei livelli speciali che era considerato impossibile per la console.
Il team voleva aggiungere una modalità per due giocatori che si sarebbe vista in split-screen, ma la conoscenza di programmazione di Naka non si rivelò sufficiente per inserirla nel prodotto finale. L'idea fu tuttavia ripescata e inserita in Sonic the Hedgehog 2 (1992), dove il secondo giocatore prendeva il controllo dell'amico di Sonic, Tails. Sonic Team aveva intenzione di aggiungere anche un sound test che avrebbe mostrato delle animazioni di Sonic eseguire la break dance assieme a una band musicale formata da altri membri animali: tra questi vi era un coccodrillo che doveva suonare la tastiera, Vector the Crocodile, il quale fu poi introdotto successivamente in Knuckles' Chaotix nel 1995. Il sound test fu scartato per motivi di tempo e Naka lo sostituì con il jingle "Se-ga!" utilizzato negli spot televisivi; quest'ultimo occupava un ottavo della memoria della cartuccia da 4 megabit.
La relazione tra Naka e Sega era molto flebile al tempo, e ricevette poco credito per il suo lavoro. Lasciò l'azienda poco dopo la pubblicazione del gioco, anche se fu assunto più tardi da Sega of America. Prima di andarsene, sfidò la proibizione di accreditare gli sviluppatori nei crediti e così apparivano alcuni dei nomi di chi aveva lavorato al progetto con un testo nero e su uno sfondo del medesimo colore, identificabili soltanto guardando il codice sorgente o usando un trucco nella versione giapponese. Naka affermò che il design dei livelli fu la sfida più impegnativa; creò le mappe più ampie del normale e provò ad impedire che i giocatori si potessero perdere nel corso del tragitto. Impiegò otto mesi per sviluppare Green Hill Zone dove dovette ripartire da zero ogni volta e dichiarò che trovò il processo "molto interessante". Lo stesso Naka spiegò che il team voleva creare delle mappe uniformi e implementare le volte verticali ma tutto ciò si rivelò una sfida in quanto Sonic le attraversava direttamente anziché girare all'interno di esse. Anche gli sfondi furono molto impegnativi da realizzare e la velocità del gioco creò l'impressione di procedere all'indietro. Le zone furono basate sui design creati da Naka e Ōshima, con l'obiettivo di realizzare il videogioco d'azione più veloce del mondo. Con la creazione dell'antagonista della serie, il team di sviluppo voleva un personaggio che fosse l'opposto di Sonic; un personaggio che avrebbe rappresentato la tecnologia e lo sviluppo. Il personaggio fu inoltre progettato in modo da essere facilmente disegnabile dai bambini. Secondo Ōshima, Robotnik si basò su Humpty Dumpty anche se altre probabili forme d'ispirazione furono una caricatura del presidente statunitense Theodore Roosevelt e il vecchio meccanico di Dola del film d'animazione Laputa - Castello nel cielo diretto da Hayao Miyazaki.
Yasuhara voleva che il gioco facesse appello sia ai giocatori giapponesi che statunitensi, e per questo motivo Green Hill Zone fu ridisegnata numerose volte. Sonic Team voleva che il livello rappresentasse correttamente il personaggio. Il suo terreno a scacchi era ispirato dal rendering di alcune immagini in 3D al computer, e Naka ebbe l'idea dallo sviluppatore Yu Suzuki, che aveva utilizzando la stessa tecnica per Space Harrier. La squadra lesse la rivista Famitsū per tenersi aggiornata su ciò che stavano facendo i propri rivali in modo da evitare i loro errori.

### Colonna sonora
La colonna sonora di Sonic the Hedgehog è stata composta da Masato Nakamura, bassista e compositore del gruppo musicale J-pop Dreams Come True. Quando fu contattato, Nakamura fu sorpreso, poiché aveva appena iniziato la sua carriera con i Dreams Come True. Accettò l'offerta e si ispirò al desiderio del team di sviluppo di sopraffare Nintendo. La maggior parte della lavorazione vera e propria fu effettuata adattando il chip musicale del Mega Drive, poiché i suoni possibili contemporaneamente erano limitati a quattro. Nakamura non aveva una grande esperienza di musica a computer, ma alla fine riuscì nel progetto in concomitanza con l'uscita dell'album dei Dreams Come True, Million Kisses.
Il 19 ottobre 2011 venne pubblicata una compilation in Giappone composta da tre CD contenenti le tracce originali di Sonic the Hedgehog e Sonic the Hedgehog 2. Il primo CD conteneva le colonne sonore originali, il secondo i demo originali di Nakamura prima di essere adattate al Mega Drive e il terzo delle canzoni dei Dreams Come True con alcuni remix con Akon.

### Pubblicazione
L'illustratore di copertine per videogiochi Akira Watanabe disse che il suo obiettivo era quello di rendere i personaggi "colorati", utilizzando delle linee chiare e la gradazione per "finirli bene". Secondo Watanabe, gli sviluppatori gli chiesero di creare una confezione "simile alla pop art... senza essere particolare rispetto alle confezioni ordinarie", qualcosa di "originale" ed "elegante". I vari livelli furono mostrati in Giappone al Tokyo Toy Show 90 nel 1990 (versione che fu persa dagli archivi Sega e che doveva essere inserita in Sonic Mega Collection, ma che dispone di numerosi remake) tuttavia il titolo non fu reso noto nel resto del mondo fino al gennaio 1991, periodo in cui fu presentato all'International Consumer Electronics Show di Las Vegas, in quanto Sega voleva aspettare il momento giusto e trovare l'occasione di "rubare la scena". Alla fiera, Sonic the Hedgehog si rivelò essere il gioco più impressionante mostrato e vinse il premio CES per la sua innovazione.
L'amministratore delegato di Sega of America, Tom Kalinske, voleva una rassicurazione sul fatto che il personaggio non avrebbe fallito nell'impresa e il capo di marketing globale Al Nilsen fu coinvolto e svolse un sondaggio negli Stati Uniti dove mostrò prima Mario e poi Sonic the Hedgehog. L'80% delle preferenze ricadde su quest'ultimo e così il gioco fu presentato all'edizione estiva del Consumer Electronics Show del 1991. Fu pubblicato nel Nord America e nelle regioni PAL in 23 giugno 1991 mentre in Giappone il mese seguente. Sega of America lo vendette in bundle con il Sega Genesis (nome impiegato negli Stati Uniti per il Mega Drive), sostituendo Altered Beast. Questa tattica commerciale trasformò il gioco in una vera e propria killer application e permise a Sega di vendere 15 milioni di unità della loro console. I possessori di Mega Drive, che avevano acquistato la console con in bundle Altered Beast, cominciarono a richiedere delle copie gratuite di Sonic the Hedgehog via email. Sega of America creò una campagna di marketing a larga scala, promuovendo Sonic come loro mascotte.
A seguito della pubblicazione e del successo riscontrato, il gioco fu ristampato esclusivamente in madre patria in una versione migliorata dove le nuvole presenti nella schermata del titolo e nel livello Green Hill Zone si muovono più velocemente rispetto alle altre edizioni, sono stati aggiunti nuovi effetti a Labyrinth Zone  e l'ordine presente nella selezione dei livelli è stato corretto.
Un'ulteriore revisione migliorata fu inclusa all'interno della raccolta Sonic Mega Collection (2002) per GameCube dove è stato corretto il bug legato agli spuntoni, nel quale Sonic se si feriva toccando le spine metalliche perdeva normalmente tutti i suoi ring tuttavia se ciò riaccadeva poco dopo avrebbe perso una vita in modo ingiustificato.

### Fumetti promozionali
In occasione della pubblicazione del gioco, in Giappone uscì un manga intitolato Sonic the Hedgehog Story Comic (ソニック・ザ・ヘッジホッグ ストーリーコミック?, Sonikku za Hejjihoggu: Sutōrī Komikku), composto in totale da 3 volumi serializzati tra il giugno e il luglio 1991 all'interno della rivista Mega Drive Fan edita da Tokuma Shoten. Questa versione cartacea presenta una storia molto fedele all'originale dato che vede il Dr. Robotnik in cerca degli Smeraldi del Caos attraverso le varie zone e compaiono anche gli amici animali di Sonic come personaggi di sfondo. Tuttavia la trama offre anche degli elementi esclusi nella versione finale del gioco come il fatto che Sonic sia un cantante di un gruppo musicale composto anche da un coniglio e da un coccodrillo e due zone sono chiamate con nomi differenti, nel secondo volume Spring Yard Zone viene nominata "Sparkling Zone" mentre nel terzo numero Scrap Brain Zone è divenuta "Clock Work Zone".
In seguito il fumettista Francis Mao creò un breve albo a fumetti di 15 pagine venduto esclusivamente nel Nord America nel quale veniva raccontato che il Dr. Robotnik era prima noto come Dr. Ovi Kintobor ed era un uomo buono e rispettoso nei confronti della natura mentre Sonic era un riccio marrone e selvatico. Quando i due si incontrarono per la prima volta, lo scienziato donò al riccio le sue attuali sneakers e successivamente Sonic superò la velocità del suono facendo così diventare il suo pelo di colore blu. Durante un test, gli smeraldi e un uovo marcio mutarono Kintobor nel malvagio Dr. Robotnik; egli tenta quindi di conquistare il mondo usando gli animali come batterie organiche per i suoi robot. Questi dati sono presenti nella Sonic Bible e vengono ribaditi nell'ottavo numero di Sonic the Comic.

## Accoglienza
| Testata                           | Versione | Giudizio |
| --------------------------------- | -------- | -------- |
| GameRankings (media al 9-12-2019) | MD       | 86,00%   |
| GameRankings (media al 9-12-2019) | GBA      | 32,50%   |
| GameRankings (media al 9-12-2019) | Cell     | 86,00%   |
| GameRankings (media al 9-12-2019) | iOS      | 70,00%   |
| GameRankings (media al 9-12-2019) | PS3      | 80,00%   |
| GameRankings (media al 9-12-2019) | X360     | 77,80%   |
| GameRankings (media al 9-12-2019) | 3DS      | 80,75%   |
| GameRankings (media al 9-12-2019) | Switch   | 76,67%   |
| Metacritic (media al 17-03-2020)  | X360     | 77/100   |
| Metacritic (media al 17-03-2020)  | 3DS      | 81/100   |
| Metacritic (media al 17-03-2020)  | Switch   | 77/100   |
| CVG                               | MD       | 94%      |
| Dragon                            | MD       | 4/5      |
| EGM                               | MD       | 36/40    |
| Eurogamer                         | X360     | 9/10     |
| GamePro                           | MD       | 24/25    |
| GameSpot                          | Wii      | 7,3/10   |
| IGN                               | Wii      | 8/10     |
| Entertainment Weekly              | MD       | A+       |
| Génération 4                      | MD       | 97%      |
| Mean Machines                     | MD       | 92%      |
| Raze                              | MD       | 95/100   |
| Sega Power                        | MD       | 97%      |
| SpazioGames.it                    | X360     | 7,5      |

Sonic the Hedgehog fu ben accolto dalla critica, con un 86% come punteggio totale dall'aggregatore di recensioni GameRankings. Fu considerato come la risposta di Sega alla popolare serie di Super Mario di Nintendo, dato che era un titolo a piattaforme che rappresentava l'azienda. Paul Rand di Computer and Video Games confrontò i due in profondità e caratterizzazione e trovò Sonic the Hedgehog veloce e con colori brillanti mentre Super Mario World aveva una maggiore «profondità di gioco». Frank Ladoire di Génération 4 credeva che Sonic the Hedgehog fosse parte di una nuova generazione di giochi che avrebbero dimostrato che il Mega Drive era capace di "cose belle" nel comparto tecnico.
I recensori apprezzarono la grafica dettagliata e colorata. Rand descrisse la sua colorazione come «vivace, ma mai appariscente», lodando l'interazione del colore con i dettagli degli sprite, degli sfondi e delle animazioni, descrivendo la sua grafica come la migliore possibile su Mega Drive. Il recensore Boogie Man di GamePro vide gli sfondi intricati come «strabilianti» e «stupendi», della stessa opinione fu quello di Mean Machines. I Lessers (Hartley, Patricia e Kirk) di Dragon sostennero che la grafica di Sonic lo rendeva un possibile contendente come migliore gioco del 1991 e GameZone ritenne l'animazione «una delle più fluide e veloci [...] mai viste». Julian Boardman di Raze apprezzò i fondali «colorati e altamente dettagliati» e gli sprite «favolosi». La musica e gli effetti sonori furono a loro volta lodati; Dragon li definì «grandiosi» e GameZone «fantastici». Rand trovò la colonna sonora "orecchiabile", trovando i suoni «assolutamente brillanti». Nonostante ciò Mean Machines definì i brani «vagamente attraenti», mentre i suoni furono maggiormente apprezzati. Al contrario, Boardman di Raze trovò la musica «un po' noiosa».
I critici citarono il gameplay veloce senza precedenti nei platform. La difficoltà fu contestata, descritta come "impossibile" da Rand e nella "media" dall'Electronic Gaming Monthly (EGM). Rand affermò che la modalità di gioco era "come giocare a un sogno"; mentre per GameZone avrebbe incantato i giocatori per ore e Boogie Man piacque l'abilità di Sonic Team nel fornire un'esperienza coinvolgente in un titolo in cui principalmente si corre e si salta. All'EGM, Dragon, Paul di Mean Machines e Boardman di Raze piacque molto il design dei livelli (specialmente quello delle stanze segrete), però Paul trovò frustrante la perdita di tutti i ring quando si viene colpiti.
Sonic the Hedgehog mantenne la sua popolarità e da quel momento fu considerato uno dei migliori videogiochi di sempre. Frank Provo di GameSpot lo descrisse come "uno dei migliori platformer di sempre", nonostante i problemi tecnici della conversione su Game Boy Advance affermò «dopo tutti questi anni, la grafica sottostante, l'audio e il gameplay reggono ancora». Lucas M. Thomas di IGN concordò sul fatto che abbia resistito alla prova del tempo. Keith Stuart di The Guardian osservò che le enfasi di Sonic the Hedgehog si basavano sulla velocità e sulle meccaniche in stile flipper che si allontanavano dai precetti generalmente accettati del design di gioco, richiedendo ai giocatori di "apprendere attraverso la ripetizione piuttosto che con l'osservazione" in quanto "i livelli non sono progettati per essere visti o compresi in una sola partita". Tuttavia, Stuart concluse con «a volte in Sonic, quando si va al meglio, o per pura fortuna, le cose decollano, ogni salto è giusto, ogni volta verticale è perfetta, e tu sei nel flusso, navigando sopra la strana struttura del gioco [...] Sonic è un design di gioco scorretto... ma è un capolavoro». Mega classificò Sonic come il terzo titolo preferito per Mega Drive e nel 2001 Game Informer lo classificò come il ventiquattresimo miglior gioco di tutti i tempi. Sonic the Hedgehog fu un successo commerciale; la versione originale per Mega Drive ha venduto 15 milioni di copie al febbraio 2009, mentre quella per gli smartphone ottenne otto milioni di download. Bob Strauss di Entertainment Weekly diede al gioco A+ e scrisse che è un titolo molto veloce, che non si percepisce mai come caotico o impossibile e in seguito lo nominò come il miglior videogioco disponibile del 1991. Nella lista dei 100 giochi migliori di sempre del sito americano IGN si è posizionato al 90º posto.
SpazioGames.it recensì la riedizione avvenuta su Xbox Live per Xbox 360 dandogli un 7.5 confermandolo come uno dei titoli più affascinanti e divertenti di sempre, grazie alla sua meccanica di gioco molto semplice e intuitiva, che nonostante l'età mantiene invariata la sua "magia", ritenendolo uno dei "must-buy" del catalogo di Xbox Live. Un recensore di Multiplayer.it valutò invece l'edizione resa disponibile su Virtual Console per Wii definendolo ancora un platform valido nonostante l'età, ritenendolo un acquisto obbligato per gli appassionati del genere. La rivista Play Generation trattò la versione uscita su PlayStation Network, affermando che nonostante l'età, continuava a essere un platform divertente, grazie alla sua ineguagliabile sensazione di velocità e all'immediatezza della giocabilità che gli hanno permesso di segnare l'evoluzione dei platform. In una recensione priva di valutazione, un recensore della medesima testata scrisse un ulteriore articolo riguardante la versione pubblicata per PlayStation Network trovando la magia del Sonic Team intatta, sottolineando una minima presenza di filtri, miglioramenti grafici marginali e la possibilità di salvare in qualsiasi punto della partita, trovandolo ancora divertente nonostante l'età grazie alla sua giocabilità frenetica, alle gag con il Dr. Robotnik e gli avveniristici livelli speciali.
Marco Esposto di IGN lo considerò come un platform che puntava moltissimo sulla velocità del protagonista e sulle spettacolarità visiva mentre la rivista Rolling Stone trovò l'esordio di Sonic come il trionfo della velocità sull'esplorazione. Brady Langmann, Dom Nero e Cameron Sherrill di Esquire lo classificarono come il terzo migliore gioco della serie.
Il gioco ha inoltre vinto due premi, l'Overall Game of the Year dei Golden Joystick Awards e il Game of the Year dell'Electronic Gaming Monthly.

### Eredità

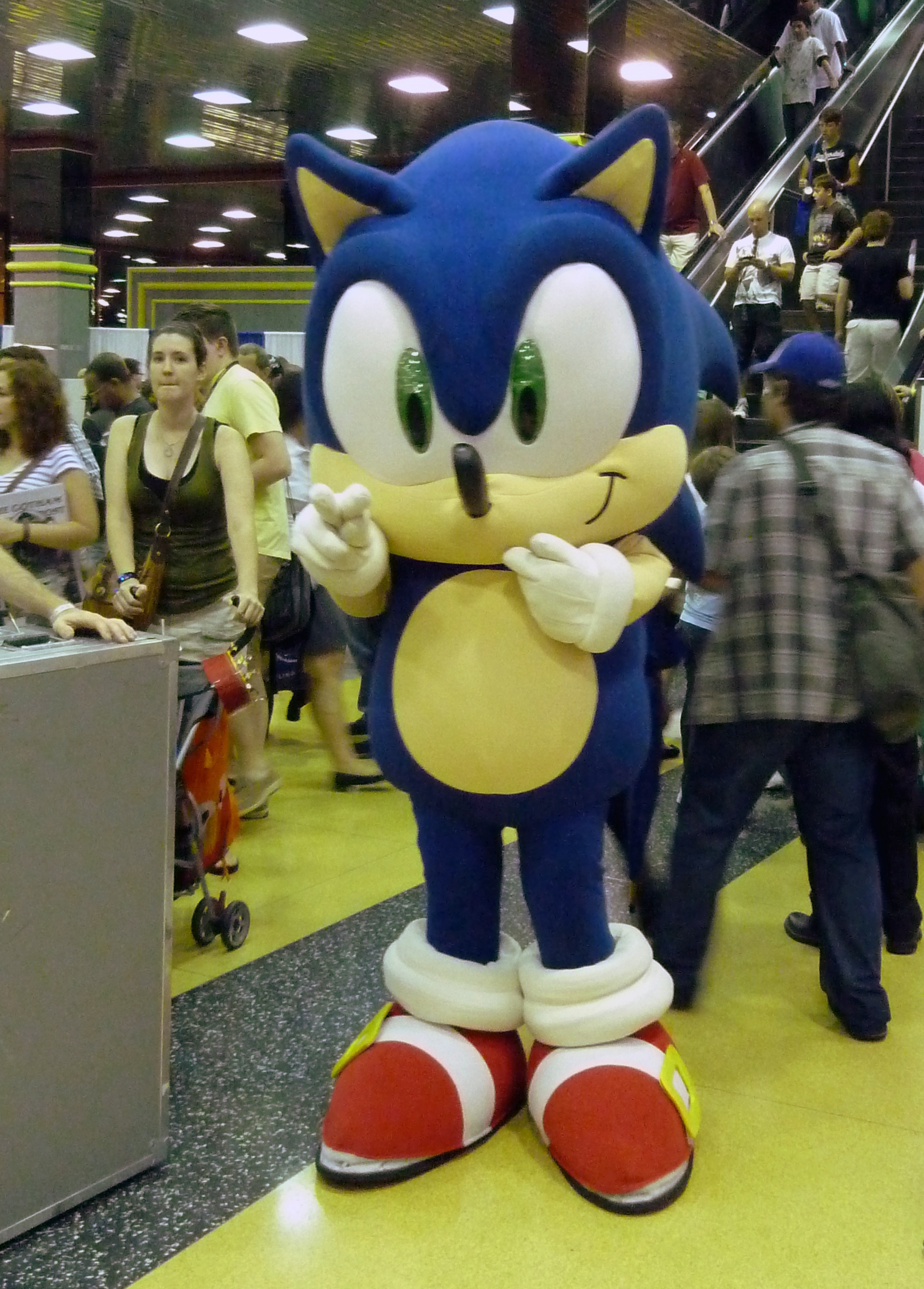
Cosplayer di Sonic al Wizard World Chicago 2011

L'inclusione di Sonic the Hedgehog in bundle con il Mega Drive contribuì in maniera sostanziale alla popolarità della console nel Nord America, al punto che durante il periodo ottobre-dicembre 1991, il Mega Drive superò in vendite il Super NES, arrivando nel gennaio 1992 ad uno share del 65% del mercato delle console a 16 bit; Nintendo fu spodestata per la prima volta dal dicembre 1985.
Il successo di Sonic the Hedgehog ha ispirato la creazione di altre mascotte animali per titoli di piattaforme, come Bubsy in Claws Encounters of the Furred Kind, Aero the Acro-Bat, James Pond 3: Operation Starfish, Earthworm Jim, Zero the Kamikaze Squirrel, Radical Rex e Superfrog. Anche nella generazione successiva di console questo concetto ha avuto una grande diffusione, con titoli di successo come Crash Bandicoot, Spyro the Dragon, Croc: Legend of the Gobbos e Gex che hanno citato Sonic come la loro principale fonte di ispirazione.
Il successo di Sonic ha permesso di creare un esteso media franchise, con numerosi sequel, a partire da Sonic the Hedgehog 2 pubblicato l'anno successivo. Furono creati numerosi giochi aggiuntivi che presentavano un gran numero di personaggi ricorrenti, mantenendo Sonic e Robotnik (successivamente chiamato Eggman come nella versione originale giapponese) come i principali, e continuò anche dopo l'uscita di scena di Sega dall'industria delle console dopo il Dreamcast. La serie si è diversificata con titoli di piattaforme, picchiaduro, giochi di guida, giochi di ruolo, sportivi, arcade e altri media come serie anime, manga, cartoni animati, fumetti, romanzi, film live action, giocattoli, giochi da tavolo e YouTuber virtuale. Sonic the Hedgehog è uno dei franchise di videogiochi più venduti di sempre, con oltre 1,5 miliardi di copie vendute o scaricate in tutto il mondo. Il primo livello, Green Hill Zone, è stato riproposto in molti altri giochi, come in Sonic Adventure 2, Sonic Generations, Sonic Mania, Sonic Forces, nella serie Super Smash Bros., Sega Splash! Golf e Dengeki Bunko: Fighting Climax. La musica del suddetto livello è stata inoltre riutilizzata anche in Waku Waku Sonic Patrol Car ma in versione rallentata.
Il gioco ha ispirato molte varianti non ufficiali, come Somari, una conversione pirata per Nintendo Entertainment System che presenta Mario percorrere i livelli del gioco originale di Sonic, e mod e ROM hack come Sonic the Hedgehog Megamix e Sonic 1 Boomed.

## Versioni alternative e conversioni

### 8-bit

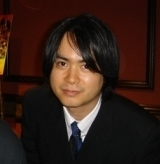
Yuzo Koshiro, compositore della versione a 8 bit, qui al PLAY! A Video Game Symphony nel 2006

Una versione di Sonic the Hedgehog fu sviluppata da Ancient e pubblicata a fine 1991 per le console portatili a 8 bit di Sega, Master System e Game Gear. La trama e le meccaniche di gioco sono simili a quelle dell'edizione a 16 bit, anche se alcuni livelli sono differenti e gli Smeraldi del Caos sono sparsi in quest'ultimi anziché nelle fasi speciali. Il gameplay è stato semplificato; il design delle singole aree si rivela più piatto e sposta una maggiore attenzione verso l'esplorazione, sono assenti le volte verticali e Sonic non può raccogliere i ring perduti quando viene colpito. Il gioco presenta una colonna sonora differente composta da Yuzo Koshiro, la quale include degli adattamenti della musica presente nella versione originale. Fu l'ultimo gioco ad uscire per Master System nel Nord America. Sempre l'edizione per Master System fu ripubblicata sul servizio Virtual Console di Wii nell'agosto 2008 in Nord America e in Europa mentre quella per Game Gear approdò sempre tramite Virtual Console ma per Nintendo 3DS il 13 giugno 2013, è un gioco sbloccabile all'interno di Sonic Adventure DX: Director's Cut per GameCube e Windows e disponibile dal principio in Sonic Mega Collection Plus per PlayStation 2, Xbox e Windows.

### LCD
Sonic the Hedgehog ha ricevuto una controparte, in gran parte non correlata, per una console portatile LCD di Tiger Electronics, distribuita nel 1991 in Nord America e nel 1992 nel Regno Unito. Un'altra console portatile LCD intitolata Sonic's Action Game, che vede Sonic attraversare il livello Green Hill Zone, è stata distribuita da McDonald's nel 2003 come omaggio.

### Arcade
Nel corso del 1993 uscì in Giappone e in Europa un'edizione arcade per i sistemi Sega Mega-Play e Sega Mega-Tech che presentava le medesime caratteristiche tecniche di quella per Mega Drive ma con la presenza di un conto alla rovescia per il tempo di gioco a disposizione. Tuttavia quest'ultimo poteva essere incrementato di tre minuti ogni volta che veniva inserito un gettone. Altre differenze riguardavano il numero di livelli disponibili, ridotti solamente a quattro, l'impossibilità di entrare nelle fasi speciali e l'assenza dei crediti nel finale, i quali sono stati sostituiti da una tabella che mostra i punteggi più alti dove il giocatore può inserire le proprie iniziali.

### Telefono cellulare
Una versione per telefoni cellulari venne pubblicata il 5 dicembre 2005 in Giappone tramite il servizio Sonic Cafe e il 20 dello stesso mese in Nord America mentre il 14 febbraio 2006 in Europa tramite Sega Mobile, quest'edizione è talvolta conosciuta come Sonic the Hedgehog Mobile. Date le limitazioni hardware, il gioco risulta molto più semplificato: i nemici distrutti non mostrano gli animali liberati, le fasi speciali sono state rimosse, sono stati aggiunti continua infiniti, una funzione di salvataggio dei progressi, una bacheca online che mostra i punteggi più alti ottenuti dai giocatori e due salvaschermo a tema Sonic per personalizzare il proprio dispositivo. A seconda dell'operatore di servizi, il gioco poteva essere disponibile in forma intera oppure divisa in due parti dove assumeva rispettivamente i titoli Sonic the Hedgehog Part 1 per i primi tre livelli e Sonic the Hedgehog Part 2 per i restanti. L'edizione per cellulari ebbe un gran successo e superò gli otto milioni di download in occidente a due anni di distanza dalla sua prima distribuzione. Un'edizione indistinguibile dall'originale fu resa disponibile il 21 agosto 2009 per BlackBerry e in alcuni modelli fu incluso come titolo preinstallato.

### Sonic the Hedgehog Genesis
Per il quindicesimo anniversario del gioco, fu pubblicata una conversione per Game Boy Advance intitolata Sonic the Hedgehog Genesis, in riferimento al Sega Genesis (nome adottato negli Stati Uniti per il Mega Drive), il 14 novembre 2006 esclusivamente per il mercato nord americano. Questa versione è quasi identica all'originale, con l'aggiunta di alcune novità inserite all'interno di una modalità denominata Anniversary Mode che presenta la possibilità di salvare i progressi di gioco, la selezione del livello e la mossa Spin Dash. Quest'edizione, a differenza delle altre, ha ricevuto recensioni negative da parte della critica, ottenendo un 33/100 su Metacritic. Le lamentele principali riguardano la scarsa qualità della conversione sulla portatile Nintendo, la quale è soggetta a problemi legati alle prestazioni e una scarsa implementazione della colonna sonora e della modalità di gioco originali.
Come risposta alle critiche negative fu confermato che l'hardware del GBA non è in grado di gestire al meglio il gioco originale; in seguito Simon "Stealth" Thomley contribuì allo sviluppo per la conversione per dispositivi mobili del 2013 e distribuì una versione non ufficiale proof of concept di Sonic the Hedgehog per tale sistema. Quest'ultima presentava Green Hill Zone e due livelli speciali oltre alla possibilità di impersonare anche Tails e Knuckles come personaggi giocabili tramite una combinazione di tasti nella schermata del titolo.

### Remake del 2013
Un remake per dispositivi mobili fu reso disponibile per iOS il 15 maggio 2013, mentre per Android uscì il giorno seguente. Questa versione fu sviluppata da zero da Christian "Taxman" Whitehead e Simon "Stealth" Thomley utilizzando il motore grafico Retro Engine, sfruttato anche per il rifacimento di Sonic CD del 2011. Quest'edizione presenta vari miglioramenti, come la grafica in widescreen, l'abilità opzionale Spin Dash, un livello speciale aggiuntivo, la modalità attacco al tempo, la possibilità di giocare nei panni di Tails o Knuckles una volta sbloccati e una modalità debug molto più estesa la quale permette di usufruire di elementi inutilizzati o provenienti dai giochi successivi (come ad esempio le forme super per i personaggi). La versione per iOS fu aggiornata nel 2016, aggiungendo la compatibilità con Apple TV.

### 3D Sonic the Hedgehog
Una versione per Nintendo 3DS del gioco sviluppata da M2, 3D Sonic the Hedgehog, fu pubblicata come parte della linea 3D Classics nel 2013. Quest'edizione, a differenza delle riedizioni scaricabili, non è emulata; quindi il codice di gioco è stato riconfigurato per sfruttare il 3D stereoscopico della console con vari miglioramenti, come l'opzione di poter usare lo Spin Dash, un filtro in stile tubo catodico e la possibilità di iniziare la partita da qualsiasi livello.

### Compilation
Come per i suoi sequel per Mega Drive, Sonic the Hedgehog è stato convertito per un gran numero di compilation per console casalinghe, portatili e personal computer. La prima in cui ha fatto la sua apparizione è stata Mega 6 Vol. 3 (1995) per Mega Drive. In seguito è stato incluso in Sonic Compilation (1995) e 6-Pak (1995) entrambi per Mega Drive, Sonic Jam (1997) per Sega Saturn (nella versione per Game.com distribuita l'anno successivo è stato l'unico dei quattro capitoli a non essere inserito nella raccolta), Sega Smash Pack (2001) per Dreamcast, Sonic Mega Collection (2002) per GameCube, Arcade Legends Sega Mega Drive (2004) per dispositivi plug and play, Sonic Mega Collection Plus (2004) per PlayStation 2, Xbox e Windows, Sega Mega Drive Collection (2006) per PlayStation 2 e PSP, Sega Mega Drive Ultimate Collection (2009) per Xbox 360 e PlayStation 3, Sonic Classic Collection (2010) per Nintendo DS, Sega Mega Drive Classic Collection Gold Edition (2011) per Windows, Oculus Arcade (2015) per Oculus Rift, Sega 3D Classics Collection (2015) per Nintendo 3DS, Sega Mega Drive Classic Collection (2018) per PlayStation 4 e Xbox One, Sonic Origins (2022) per PlayStation 4, PlayStation 5, Xbox One, Xbox Series X, Nintendo Switch e Windows e Sonic Origins Plus (2023) per PlayStation 4, PlayStation 5, Xbox One, Xbox Series X, Nintendo Switch e Windows. È stato inoltre incluso nel Mega Drive Mini uscito nel 2019.
Un caso particolare fra queste raccolte è quello di Sonic Jam, che includeva delle opzioni di "remix" che permettevano la modifica del gioco: scegliendo la modalità "Normal" cambiava la disposizione dei ring e dei vari pericoli, mentre quella "Easy" rimuoveva completamente certi atti dal gioco. Inoltre viene data anche la facoltà di poter utilizzare la mossa Spin Dash, introdotta per la prima volta in Sonic 2.
In Sonic Gems Collection (2005) per GameCube e PlayStation 2 è possibile sbloccare nella modalità Museo una demo del gioco che presenta un conto alla rovescia di cinque minuti e che permette di iniziare la partita direttamente dal boss finale, una volta sconfitto quest'ultimo il giocatore potrà continuare la partita fino allo scadere del tempo.

### Distribuzione digitale
Sonic the Hedgehog è stato reso disponibile per tutte e tre le maggiori console di settima generazione. Ha fatto parte del servizio Virtual Console di Wii nel 2006, e successivamente è stato riedito per Xbox Live nel 2007 e PlayStation Network nel 2011. Nel 2007 è sbarcato su iPod classic, iPod video e iPod nano mentre nel maggio 2009 è giunto sui dispositivi aventi come sistema operativo iOS. Sonic the Hedgehog è diventato in seguito disponibile sul servizio online PlaySega nell'ottobre 2008, per GameTap nel settembre 2009 e su Steam nell'ottobre 2010. Fu convertito e pubblicato per Android nel dicembre 2012 e può essere sbloccato come ricompensa nella versione per console e PC di Sonic Generations. Il gioco è stato reso disponibile anche tramite il servizio Sega Forever per iOS e Android nel giugno 2017. Una conversione per Nintendo Switch è stata pubblicata il 20 settembre 2018 come parte della linea Sega Ages. Quest'ultima presenta nuove caratteristiche, tra cui la possibilità di utilizzare le abilità provenienti da Sonic 2 e Sonic Mania, una nuova modalità sfida chiamata Mega Play, una classifica che vede i giocatori sfidarsi nel completare il primo livello nel minor tempo possibile e le novità introdotte nella versione per 3DS del gioco e del suo sequel.

### Versioni cancellate
U.S. Gold aveva acquisito i diritti per produrre una versione di Sonic the Hedgehog per Amiga, ZX Spectrum, Commodore 64, Amstrad CPC e Atari ST, tuttavia non fu più pubblicata. Nonostante ciò esistono diverse immagini, alcune di queste ricordano l'edizione a 8 bit. Fu pianificata anche una conversione migliorata per Sega CD ma infine venne scartata in favore di Sonic CD.

## Adattamenti
Il film del 2020, Sonic - Il film, prodotto dalla Paramount Pictures è vagamente basato sul gioco. Il film sarebbe dovuto uscire nel novembre 2019, ma a seguito delle pesanti critiche dovute al design troppo realistico del protagonista è stato rimandato per il redesign del riccio blu. Gli Smeraldi del Caos e Labyrinth Zone sono stati introdotti nel secondo film della serie cinematografica.